# Almamy
Almamy, almami ou almaami est le titre que portaient aux XVIIIe et XIXe siècles les chefs de guerre musulmans et monarques de plusieurs États, royaumes et empires d'Afrique de l'Ouest, tels que le Fouta-Toro à partir de 1776, le Fouta-Djalon, le Boundou, le wassolou, le Rip, le Melakoru, le Safroko ou l'émirat du Liptako.

## Étymologie
Le terme est dérivé de l'arabe : الإمام al-ʾimām ou al-ʾimāmu : "l'imam", ou amīr al-mu‘minīn (أمير المؤمنين), qui signifie commandeur des croyants.

## Désignation et charge
Ce titre n'était pas héréditaire.

## Quelques détenteurs du titre

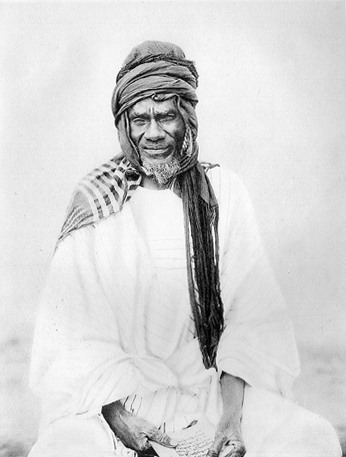
Almamy Samory Touré

- Abdoul Kader Kane (assassiné en 1807) : le premier almamy (Fouta-Toro)
- Maba Diakhou Bâ (1809-1867) : almamy du Rip
- Samory Touré (1830-1900) : almamy du Wassoulou
- Bokar Biro : le quatorzième et dernier almamy indépendant du Fouta Djalon
- Aguibou Barry : almamy de Dabola, Fouta Djalon
- Karamoko Alpha mo Labé, le premier almamy du Fouta-Djalon il est du parti Alphaya, il a régné de 1725 à 1752.
- Ibrahima Sory Mawdo, le deuxième almamy du Fouta-Djalon, il est du parti Sorriya.

## Postérité
De nos jours le mot est devenu un nom propre dans certaines parties d'Afrique de l'Ouest, en hommage aux figures historiques qui ont porté le titre. C'est le cas par exemple d'Almamy Sylla, leader politique malien, du footballeur Almamy Schumann Bah ainsi que du musicien et compositeur Malal Almamy Talla, connu sous le nom de Foumalade.